# Shane Mosley
Shane Andre Mosley (n. 7 septembrie 1971), cunoscut sub numele de "Sugar" Shane Mosley, este un fost boxer profesionist american care a luptat într-e 1993 și 2016. A deținut mai multe campionate mondiale în trei clase de greutate, inclusiv titlul IBF la categoria ușoară; titlurile WBA (Super) și WBC welterweight; și titlurile WBA (Super), WBC și The Ring din categoria mijlocie. El este, de asemenea, fost campion la nivel național la welterweight (de două ori) și la mijlociu.
În 1998, Asociația Boxerilor Americani îl numea pe Mosley luptătorul anului. A primit, de asemenea, aceeași onoare de către Sala Internațională de Hall of Fame în 2000. În 2000 și 2001 a fost numit cel mai bun boxer din lume, pound for pound, de The Ring.

## Rezultate în boxul profesionist
| No. | Rezultat   | Record      | Adversar             | Tip | Rundă, timp   | Dată         | Locație                                                             | Note |
| --- | ---------- | ----------- | -------------------- | --- | ------------- | ------------ | ------------------------------------------------------------------- | --- |
| 61  | Înfrângere | 49–10–1 (1) | David Avanesyan      | UD  | 12            | 28 mai 2016  | Gila River Arena, Glendale, Arizona, U.S.                           | Pentru centura WBA interim welterweight                                                                           |
| 60  | Victorie   | 49–9–1 (1)  | Patrick López        | TKO | 10 (10), 2:00 | Dec 17, 2015 | Roberto Durán Arena, Panama City, Panama                            | Câștigă centura WBA Continental light middleweight                                                                |
| 59  | Victorie   | 48–9–1 (1)  | Ricardo Mayorga      | KO  | 6 (12), 2:59  | Aug 29, 2015 | The Forum, Inglewood, California, U.S.                              | |
| 58  | Înfrângere | 47–9–1 (1)  | Anthony Mundine      | RTD | 6 (12), 3:00  | Nov 27, 2013 | Allphones Arena, Sydney, Australia                                  | Pentru centura WBA International light middleweight                                                               |
| 57  | Victorie   | 47–8–1 (1)  | Pablo César Cano     | UD  | 12            | 18 mai 2013  | Grand Oasis, Cancún, Mexico                                         | Câștigă centura WBC International welterweight                                                                    |
| 56  | Înfrângere | 46–8–1 (1)  | Canelo Álvarez       | UD  | 12            | 5 mai 2012   | MGM Grand Garden Arena, Paradise, Nevada, U.S.                      | Pentru centura WBC light middleweight                                                                             |
| 55  | Înfrângere | 46–7–1 (1)  | Manny Pacquiao       | UD  | 12            | 7 mai 2011   | MGM Grand Garden Arena, Paradise, Nevada, U.S.                      | Pentru centura WBO welterweight                                                                                   |
| 54  | Egal       | 46–6–1 (1)  | Sergio Mora          | SD  | 12            | Sep 18, 2010 | Staples Center, Los Angeles, California, U.S.                       | |
| 53  | Înfrângere | 46–6 (1)    | Floyd Mayweather Jr. | UD  | 12            | 1 mai 2010   | MGM Grand Garden Arena, Paradise, Nevada, U.S.                      | Pierde centura lineal welterweight                                                                                |
| 52  | Victorie   | 46–5 (1)    | Antonio Margarito    | TKO | 9 (12), 0:43  | Jan 24, 2009 | Staples Center, Los Angeles, California, U.S.                       | Câștigă centurile WBA (Super) și lineal welterweight                                                              |
| 51  | Victorie   | 45–5 (1)    | Ricardo Mayorga      | KO  | 12 (12), 2:59 | Sep 27, 2008 | Home Depot Center, Carson, California, U.S.                         | Câștigă centura WBA Inter-Continental light middleweight                                                          |
| 50  | Înfrângere | 44–5 (1)    | Miguel Cotto         | UD  | 12            | Nov 10, 2007 | Madison Square Garden, New York City, New York, U.S.                | Pentru centura WBA welterweight                                                                                   |
| 49  | Victorie   | 44–4 (1)    | Luis Collazo         | UD  | 12            | Feb 10, 2007 | MGM Grand Garden Arena, Paradise, Nevada, U.S.                      | Caștigă centura WBC interim welterweight                                                                          |
| 48  | Victorie   | 43–4 (1)    | Fernando Vargas      | TKO | 6 (12), 2:38  | Jul 15, 2006 | MGM Grand Garden Arena, Paradise, Nevada, U.S.                      | |
| 47  | Victorie   | 42–4 (1)    | Fernando Vargas      | TKO | 10 (12), 1:22 | Feb 25, 2006 | Mandalay Bay Events Center, Paradise, Nevada, U.S.                  | |
| 46  | Victorie   | 41–4 (1)    | José Luis Cruz       | UD  | 10            | Sep 17, 2005 | MGM Grand Garden Arena, Paradise, Nevada, U.S.                      | |
| 45  | Victorie   | 40–4 (1)    | David Estrada        | UD  | 10            | Apr 23, 2005 | Caesars Palace, Paradise, Nevada, U.S.                              | |
| 44  | Înfrângere | 39–4 (1)    | Winky Wright         | MD  | 12            | Nov 20, 2004 | Mandalay Bay Events Center, Paradise, Nevada, U.S.                  | Pentru centura WBA (Super), WBC, The Ring, și lineal light middleweight                                           |
| 43  | Înfrângere | 39–3 (1)    | Winky Wright         | UD  | 12            | Mar 13, 2004 | Mandalay Bay Events Center, Paradise, Nevada, U.S.                  | Pierde centurile WBA (Super), WBC, The Ring, and lineal light middleweight; Pentru centura IBF light middleweight |
| 42  | Victorie   | 39–2 (1)    | Oscar De La Hoya     | UD  | 12            | Sep 13, 2003 | MGM Grand Garden Arena, Paradise, Nevada, U.S.                      | Câștigă WBA (Super), WBC, The Ring, lineal, and vacant IBA light middleweight                                     |
| 41  | NC         | 38–2 (1)    | Raúl Márquez         | NC  | 3 (12), 2:41  | Feb 8, 2003  | Mandalay Bay Events Center, Paradise, Nevada, U.S.                  | |
| 40  | Înfrângere | 38–2        | Vernon Forrest       | UD  | 12            | Jul 20, 2002 | Conseco Fieldhouse, Indianapolis, Indiana, U.S.                     | Pentru centurile WBC, The Ring, și lineal welterweight                                                            |
| 39  | Înfrângere | 39–0        | Vernon Forrest       | UD  | 12            | Jan 26, 2002 | The Theater at Madison Square Garden, New York City, New York, U.S. | Pierde centurile WBC și lineal welterweight; Pentru centura vacantă The Ring welterweight                         |
| 38  | Victorie   | 38–0        | Adrian Stone         | TKO | 3 (12), 2:01  | Jul 21, 2001 | Caesars Palace, Paradise, Nevada, U.S.                              | Păstrează centurile WBC și lineal welterweight                                                                    |
| 37  | Victorie   | 37–0        | Shannan Taylor       | RTD | 6 (12), 3:00  | Mar 10, 2001 | Caesars Palace, Paradise, Nevada, U.S.                              | Păstrează centurile WBC și lineal welterweight                                                                    |
| 36  | Victorie   | 36–0        | Antonio Díaz         | TKO | 6 (12), 1:36  | Nov 4, 2000  | The Theater at Madison Square Garden, New York City, New York, U.S. | Păstrează centurile WBC și lineal welterweight                                                                    |
| 35  | Victorie   | 35–0        | Oscar De La Hoya     | SD  | 12            | Jun 17, 2000 | Staples Center, Los Angeles, California, U.S.                       | Câștigă centurile WBC, IBA, și lineal welterweight                                                                |
| 34  | Victorie   | 34–0        | Willy Wise           | TKO | 3 (10), 2:28  | Jan 22, 2000 | The Joint, Paradise, Nevada, U.S.                                   | |
| 33  | Victorie   | 33–0        | Wilfredo Rivera      | KO  | 10 (10), 2:38 | Sep 25, 1999 | Pechanga Resort & Casino, Temecula, California, U.S.                | |
| 32  | Victorie   | 32–0        | John Brown           | TKO | 8 (12), 3:00  | Apr 17, 1999 | Fantasy Springs Resort Casino, Indio, California, U.S.              | Păstrează centura IBF lightweight                                                                                 |
| 31  | Win        | 31–0        | Golden Johnson       | KO  | 7 (12), 2:59  | Jan 9, 1999  | Civic Center, Pensacola, Florida, U.S.                              | Păstrează centura IBF lightweight                                                                                 |
| 30  | Victorie   | 30–0        | Jesse James Leija    | RTD | 9 (12), 3:00  | Nov 14, 1998 | Foxwoods Resort Casino, Ledyard, Connecticut, U.S.                  | Păstrează centura IBF lightweight                                                                                 |
| 29  | Victorie   | 29–0        | Eduardo Morales      | TKO | 5 (12), 2:06  | Sep 22, 1998 | The Theater at Madison Square Garden, New York City, New York, U.S. | Păstrează centura IBF lightweight                                                                                 |
| 28  | Victorie   | 28–0        | Wilfredo Ruiz        | KO  | 5 (12), 2:32  | Jun 27, 1998 | Apollo Theatre, Philadelphia, Pennsylvania, U.S.                    | Păstrează centura IBF lightweight                                                                                 |
| 27  | Victorie   | 27–0        | John John Molina     | TKO | 8 (12), 2:27  | 9 mai 1998   | Etess Arena, Atlantic City, New Jersey, U.S.                        | Păstrează centura IBF lightweight                                                                                 |
| 26  | Victorie   | 26–0        | Demetrio Ceballos    | TKO | 8 (12), 2:34  | Feb 6, 1998  | Mohegan Sun Arena, Montville, Connecticut, U.S.                     | Păstrează centura IBF lightweight                                                                                 |
| 25  | Victorie   | 25–0        | Manuel Gomez         | KO  | 11 (12), 1:25 | Nov 25, 1997 | County Coliseum, El Paso, Texas, U.S.                               | Păstrează centura IBF lightweight                                                                                 |
| 24  | Victorie   | 24–0        | Philip Holiday       | UD  | 12            | Aug 2, 1997  | Mohegan Sun Arena, Montville, Connecticut, U.S.                     | Câștigă IBF lightweight                                                                                           |
| 23  | Victorie   | 23–0        | Michael Smith        | KO  | 4 (10)        | Apr 9, 1997  | Inland Expo Center, Westmont, Illinois, U.S.                        | |
| 22  | Victorie   | 22–0        | Elias Quiroz         | KO  | 6 (10)        | Feb 6, 1997  | Beverly Hills, California, U.S.                                     | |
| 21  | Victorie   | 21–0        | Joseph Murray        | TKO | 3 (10)        | Dec 21, 1996 | Mohegan Sun Arena, Montville, Connecticut, U.S.                     | |
| 20  | Victorie   | 20–0        | Ramon Felix          | TKO | 1 (10)        | Nov 1, 1996  | Fantasy Springs Resort Casino, Indio, California, U.S.              | |
| 19  | Victorie   | 19–0        | Mike Bryan           | KO  | 1 (10)        | Jan 23, 1996 | Grand Casino, Biloxi, Mississippi, U.S.                             | |
| 18  | Victorie   | 18–0        | Mauricio Aceves      | KO  | 4 (10)        | Jul 2, 1995  | Arrowhead Pond, Anaheim, California, U.S.                           | |
| 17  | Victorie   | 17–0        | Raul Hernandez       | KO  | 2 (10)        | Apr 12, 1995 | Warner Center Marriott, Los Angeles, California, U.S.               | |
| 16  | Victorie   | 16–0        | Jose Luis Madrid     | RTD | 4 (10)        | Nov 12, 1994 | Civic Auditorium, Santa Cruz, California, U.S.                      | |
| 15  | Victorie   | 15–0        | Louis Ramirez        | TKO | 10 (10), 0:45 | Sep 9, 1994  | Grand Olympic Auditorium, Los Angeles, California, U.S.             | |
| 14  | Victorie   | 14–0        | Mauro Gutierrez      | TKO | 9 (10), 1:10  | Aug 6, 1994  | Fairplex, Pomona, California, U.S.                                  | |
| 13  | Victorie   | 13–0        | Narciso Valenzuela   | TKO | 5 (10), 1:54  | Jul 24, 1994 | Grand Olympic Auditorium, Los Angeles, California, U.S.             | |
| 12  | Victorie   | 12–0        | John Bryant          | KO  | 8 (10), 0:53  | Jun 30, 1994 | Marriott Hotel, Irvine, California, U.S.                            | |
| 11  | Victorie   | 11–0        | Lorenzo Garcia       | TKO | 3 (10), 0:38  | Apr 29, 1994 | Civic Auditorium, Santa Cruz, California, U.S.                      | |
| 10  | Victorie   | 10–0        | Oscar Lopez          | PTS | 10            | Mar 26, 1994 | Fairplex, Pomona, California, U.S.                                  | |
| 9   | Victorie   | 9–0         | Lorenzo Garcia       | KO  | 5 (10)        | Feb 4, 1994  | Civic Auditorium, Santa Cruz, California, U.S.                      | |
| 8   | Victorie   | 8–0         | Francisco Rodriguez  | KO  | 2 (8), 2:40   | Jan 20, 1994 | Marriott Hotel, Irvine, California, U.S.                            | |
| 7   | Victorie   | 7–0         | Paulino Gonzalez     | KO  | 2 (8)         | Dec 6, 1993  | Great Western Forum, Inglewood, California,                         | |
| 6   | Victorie   | 6–0         | Juan Manuel Aranda   | KO  | 2 (8)         | Oct 25, 1993 | Great Western Forum, Inglewood, California,                         | |
| 5   | Victorie   | 5–0         | Miguel Pena          | KO  | 2 (8), 1:40   | Sep 27, 1993 | Great Western Forum, Inglewood, California,                         | |
| 4   | Victorie   | 4–0         | Roberto Urias        | KO  | 5 (6)         | Aug 25, 1993 | Hollywood Palladium, Hollywood, California, U.S.                    | |
| 3   | Victorie   | 3–0         | Pey Castillo         | KO  | 1 (6), 2:25   | Jul 21, 1993 | Country Club, Los Angeles, California, U.S.                         | |
| 2   | Victorie   | 2–0         | Arnulfo Villa        | KO  | 1 (6), 2:34   | Apr 24, 1993 | Great Western Forum, Inglewood, California, U.S.                    | |
| 1   | Victorie   | 1–0         | Greg Puente          | KO  | 5 (6), 1:09   | Feb 11, 1993 | Palladium, Hollywood, California, U.S.                              | |